# 4iG
4iG Nyrt. (ehemals FreeSoft Szoftverfejlesztő és Számítástechnikai Szolgáltató Nyrt.) ist ein ungarisches Telekommunikationsunternehmen, das seinen Sitz in Budapest hat.
Die Tochtergesellschaften der Holding beschäftigen sich mit Anwendungsentwicklung, ERP-System-Rollout, IT-Infrastruktur, IT-Betrieb, Service, Business Intelligence, Bank-IT und Integration von IT-Anwendungen.
Der Name des Unternehmens bezieht sich auf die englischen Wörter International, Innovative, IT (Information Technology) und Investment, während G sich auf die Gruppe bezieht.
Die Aktie von 4iG Nyrt. ist im ungarischen Aktienindex BUX enthalten.

## Geschichte
Die Vorgängergesellschaft (FreeSoft) wurde 1995 gegründet. Das Unternehmen wurde 2004 an der Budapester Börse notiert. 2005 wurden Humansoft Serviz und AXIS übernommen. 2014 wurde die Gesellschaft in 4iG umbenannt. 2018–2019 wurden verschiedene Tochterfirmen erworben. 2019 wurden DOTO Systems und VERITAS Consulting gegründet. 2020 wurden TR Consult, INNOByte Informatikai, DTSM übernommen sowie Carpathiasat gegründet.
Nach einer Vorübereinkunft im August 2022 haben der ungarische Staat und 4iG am 9. Januar 2023 die ungarische Tochter des Mobilfunkanbieters Vodafone Group für 660 Milliarden Forint erworben.
Demnach erwirbt die 4iG-Tochter Antenna Hungária 51 Prozent, der im Staatsbesitz befindliche Corvinus-Investmentfonds 49 Prozent der Anteile von Vodafone Magyarország. Der Anbieter verfügt in Ungarn über einen Marktanteil von 30 Prozent. Das Unternehmen 4iG  wird von Kreisen kontrolliert, die dem rechtspopulistischen Ministerpräsidenten Viktor Orbán nahestehen. Die ungarische Regierung will durch diese Transaktion einen „nationalen Champion“ auf dem Gebiet der Telekommunikation schaffen.

## Tochtergesellschaften
- Axxis rendszerház Kft.
- DIGI telekommikations Kft
- INNOByte Informatikai Zrt.
- Carpathiasat Zrt.
- Rotors and Cams Kft.
- Mensor3 kft.
- DTSM Kft.
- DOTO Systems Zrt.
- Spacenet Zrt.
- TR Consult Kft.
- Humansoft Serviz Kft.
- VERITAS Consulting Kft.
- Poli Computer PC Kft.